# Хайнрих III фон Арберг
Хайнрих III фон Арберг (на немски: Heinrich III von Arberg, Burggraf von Koln; на латински: Henricus de Arberg Burgravus Coloniensis; * пр. 1220; † 12 октомври 1255) от род Аренберги, е бургграф на Кьолн (1220 – 1252) в Курфюрство Кьолн.

## Произход
Той е син на Ото фон Капенщайн († сл. 1220) и съпругата му Кунигунда († сл. 1217). Внук е на Хайнрих II фон Арберг († сл. 1197), бургграф на Кьолн, и Мехтилд фон Сайн († сл. 1187), дъщеря на граф Еберхард I фон Сайн († сл. 1176) и Кунигунда фон Изенбург († сл. 1178). Правнук е на Герхард фон Арберг († сл. 1188), граф и господар на Аремберг и бургграф на Кьолн (1159 – 1166/67).
Брат е на Герхард фон Вилденбург, господар на Хелпенщайн († сл. 1276), женен за Алайдис фон Хелпенщайн († 23 юни 1309).

## Фамилия
Хайнрих III фон Арберг се жени пр. 1231 г. за Мехтилд († сл. 1234) и има децта:
- Герхард II фон Аренберг († 1255), бургграф на Кьолн, женен за Мехтилд фон Холтен (* пр. 1240; † 1304), наследничка на Холте и Моренховен, дъщеря на Адолф фон Алтена-Изенбург, господар на Холтен († 1259/1260), и Елизабет фон Арнсберг († сл. 1282); баща на:
  - Йохан фон Аренберг († 2 април 1282), бургграф на Кьолн, продава 1279 г. службата бургграф на Кьолн, женен ок. 1268 г. за Катарина фон Юлих († сл. 1287); баща на:
    - Мехтилд († ок. 2 януари 1367), наследничка на Арберг, омъжена ок. 25 януари 1299 г. в Хам за граф Енгелберт II фон Марк († 18 юли 1328), от 1299 г. граф на Аренберг
- Хайнрих фон Моренховен († пр. 1280)
- Мехтилд фон Арберг († 13 октомври 1292), омъжена ок. 1250 г. за граф Дитрих I фон Билщайн († сл. 1255)
- Алайдис фон Арберг († сл. 1303), омъжена I. за Йохан II ван Хойзден († 15 октомври 1268), II. сл. 15 октомври 1268 г. за граф Видекинд III фон Витгенщайн († сл. 1307)